# Skalité
Skalité és un poble i municipi d'Eslovàquia que es troba a la regió de Žilina, al centre-nord del país. El 2021 tenia 5.231 habitants.

## Demografia
| Godina             | 1994 | 2004   | 2014   | 2024   |
| ------------------ | ---- | ------ | ------ | ------ |
| Nombre de persones | 4947 | 5065   | 5247   | 5274   |
| Diferència         |      | +2,38% | +3,59% | +0,51% |

| Godina             | 2023 | 2024   |
| ------------------ | ---- | ------ |
| Nombre de persones | 5261 | 5274   |
| Diferència         |      | +0,24% |